# (1890) Konoshenkova
(1890) Konoshenkova es un asteroide que forma parte del cinturón exterior de asteroides y fue descubierto el 6 de febrero de 1968 por Liudmila Ivanovna Chernyj desde el Observatorio Astrofísico de Crimea, Naúchni.

## Designación y nombre
Konoshenkova recibió inicialmente la designación de 1968 CD.
Posteriormente, se nombró en honor de Olga Petrovna Konoshenkova (1919-1975), profesora en la escuela del observatorio.

## Características orbitales
Konoshenkova está situado a una distancia media de 3,209 ua del Sol, pudiendo alejarse hasta 3,657 ua. Tiene una excentricidad de 0,1396 y una inclinación orbital de 9,885°. Emplea en completar una órbita alrededor del Sol 2100 días.